# Ayton
Ayton är en ort i Storbritannien.   Den ligger i kommunen Scottish Borders och riksdelen Skottland, i den centrala delen av landet, 500 km norr om huvudstaden London. Ayton ligger 67 meter över havet och antalet invånare är 548.
Terrängen runt Ayton är lite kuperad. Havet är nära Ayton åt nordost. Runt Ayton är det ganska glesbefolkat, med 25 invånare per kvadratkilometer. Närmaste större samhälle är Berwick-upon-Tweed, 11,1 km sydost om Ayton. Trakten runt Ayton består till största delen av jordbruksmark.